# Strabomantidae
Strabomantidae là một họ ếch bản địa của Nam Mỹ. Các con ếch này không trải qua giai đoạn nòng nọc (ấu trùng) sống tự do và nở trực tiếp thành "ếch nhỏ".

## Phát sinh chủng loài
Hedges và ctv (2008) đưa ra một thảo luận hệ thống hóa rộng lớn về đơn vị phân loại này và mối quan hệ của nó với đơn vị phân loại con cũ của Brachycephalidae sensu lato (= Terrarana, một đơn vị phân loại không phân hạng trên cấp họ trong danh pháp do họ đưa ra), với việc lần đầu tiên đưa ra danh pháp Strabomantidae như một họ riêng biệt.
Pyron và Wiens (2011) trong nghiên cứu về các trình tự Genbank của họ đã đưa ra một phân tích lớn hơn khi xét theo số lượng loài, nhưng sử dụng hơi ít hơn lượng dữ liệu về một loài khi so với phân tích của Hedges và ctv (2008) để làm cột trụ cho phân tích của họ. Các kết quả thu được là hơi khác so với của Hedges và ctv (2008), trong đó Pyron và Wiens (2011) thấy rằng Strabomantidae là không đơn ngành và Craugastoridae nghĩa hẹp lồng sâu vào trong họ đó. Vì lý do này, họ đã đặt toàn bộ các yếu tố tạo thành họ Strabomantidae vào trong họ Craugastoridae nghĩa rộng.
Blackburn và Wake (2011) đã xem xét vắn tắt lịch sử danh pháp của đơn vị phân loại cấp họ này và duy trì giới hạn cũ của 2 họ Craugastoridae và Strabomantidae. Tuy nhiên, Fouquet và ctv (2012) lại gợi ý rằng Craugastoridae theo nghĩa Hedges và ctv (2008) là không đơn ngành, mặc dù dựa trên việc lấy mẫu ít hơn so với Pyron và Wiens (2011).

## Phân loại học
Khi được cộng nhận, họ này bao gồm các phân họ/chi sau:
- Phân họ Holoadeninae
  - Barycholos
  - Bryophryne
  - Euparkerella
  - Holoaden
  - Noblella
  - Psychrophrynella
- Phân họ Strabomantinae
  - Strabomantis
  - Lynchius[7]
  - Oreobates[7]
  - Phrynopus[7]
  - Pristimantis[7]
  - Atopophrynus[8]
  - Dischidodactylus[8]
  - Geobatrachus[8]
  - Hypodactylus[8]
  - Niceforonia[8]

Khi chỉ được coi là một phần trong họ Craugastoridae nghĩa rộng thì họ này chia tách ra như sau:
- Vị trí không chắc chắn (incertae sedis)
  - Atopophrynus
  - Dischidodactylus
  - Geobatrachus
  - Hypodactylus
  - Niceforonia
- Phân họ Holoadeninae
  - Barycholos
  - Bryophryne
  - Euparkerella
  - Holoaden
  - Noblella
  - Psychrophrynella
  - "Eleutherodactylus bilineatus" (không ở trong họ Strabomantidae theo nghĩa Hedges và ctv 2008)
- Phân họ Strabomantinae
  - Strabomantis
  - Yunganastes[9]
- Phân họ Pristimantinae
  - Lynchius
  - Oreobates
  - Phrynopus
  - Pristimantis

## Hình ảnh

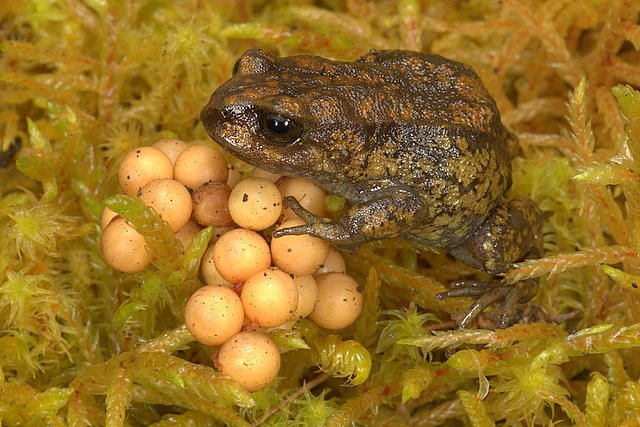
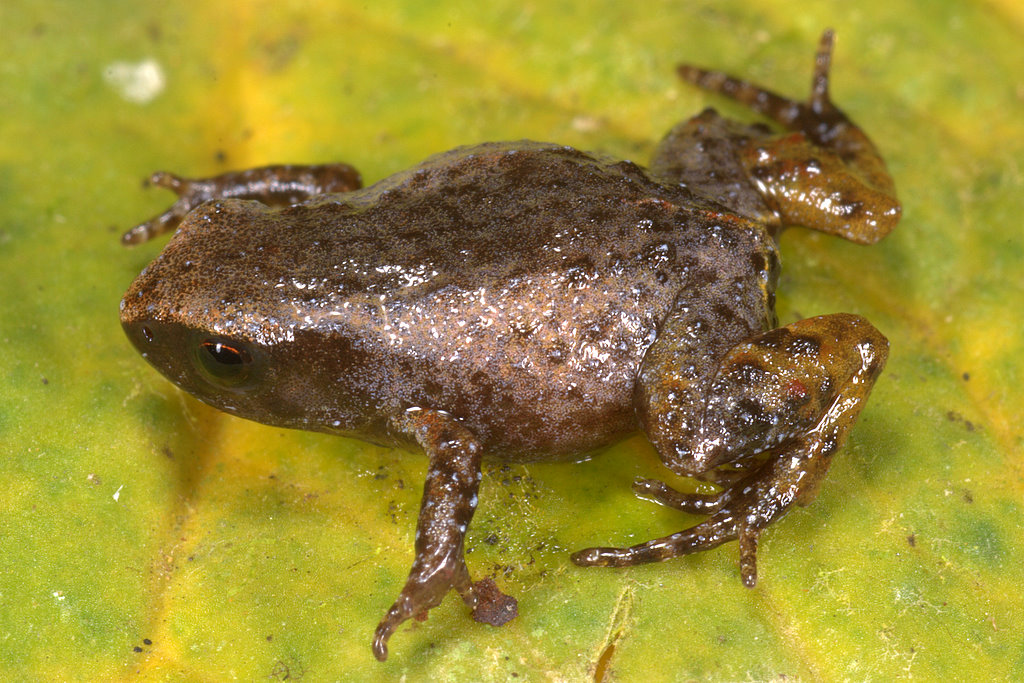
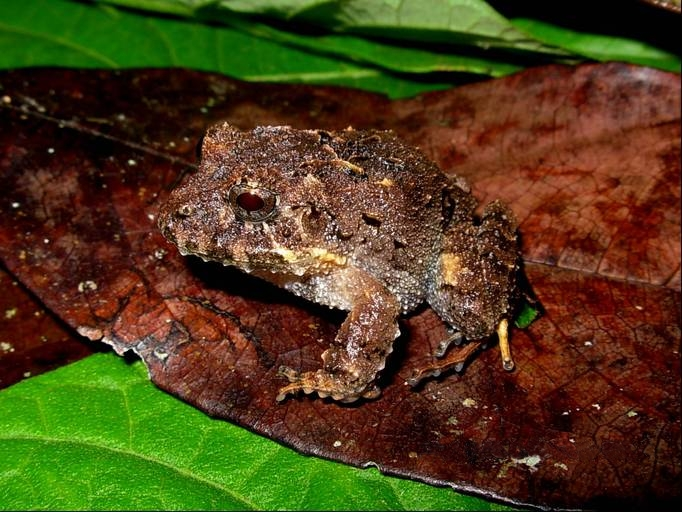
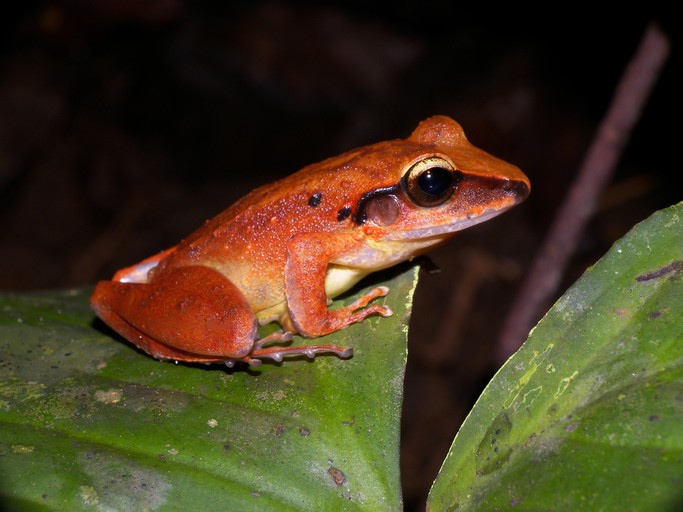